# Mestosoma titicacaense
Mestosoma titicacaense är en mångfotingart som först beskrevs av Kraus 1954.  Mestosoma titicacaense ingår i släktet Mestosoma och familjen orangeridubbelfotingar. Inga underarter finns listade i Catalogue of Life.